# Mr. Babysitter
Mr. Babysitter ist eine US-amerikanische Filmkomödie von Michael Gottlieb aus dem Jahr 1993. Hulk Hogan spielt hier seine dritte Hauptrolle.

## Handlung
Sean Armstrong ist ein ehemaliger Wrestler, den nach seiner letzten Niederlage immer noch Albträume plagen. Für seinen früheren Manager Burt Wilson nimmt er einen Job als Leibwächter an. Alex Mason, Sr. hat einen neuartigen Silicium-Chip entwickelt, auf dem die Daten des Projekts „Peacefinder“ lagern. Thanatos, ebenfalls ein ehemaliger Wrestler, trachtet nach diesem Chip. Thanatos hatte zu seiner aktiven Zeit eine Fehde mit Sean, da dieser einen abgesprochenen Kampf nicht verloren hatte. Im Zug dieser Auseinandersetzung zog sich Burt eine Schussverletzung zu, die ihn humpeln lässt und Thanatos trägt nach einem Sprung von einem hohen Gebäude eine Metallplatte auf dem Schädel. Frank, der Sekretär von Alex Mason, ist ein Maulwurf von Thanatos.
Sean soll allerdings nicht Alex Mason Sr. oder den Chip bewachen, sondern die beiden Kinder, den 14-jährigen Alex Jr. und die 8-jährige Katie. Dies stellt sich als eine schwere Aufgabe heraus. Die verzogenen, aber dennoch vernachlässigten Gören haben bisher alle Kindermädchen in die Flucht geschlagen und spielen ihre derben und gefährlichen Streiche auch mit Sean. Nur langsam kann er ihr Vertrauen gewinnen und wird zum Ersatzvater für sie. Er hilft ihnen in schulischen Angelegenheiten und vermittelt zwischen ihnen und ihrem Vater. Nach einem vorgetäuschten Einbruch muss Alex Mason, Sr. nach Washington reisen, um sein Raketenabwehrsystem dort vorzustellen. Er wird aber von Thanatos entführt.
Burt und Sean bewachen derweil die Kinder. Als Sean von Katie Ballettunterricht erhält, stürmen Thanatos Schergen die Villa und kämpfen gegen ihn und Burt. Es gelingt ihnen die Kinder mitzunehmen. Dadurch können sie den Vater erpressen und den Chip einfordern. Sean soll ihn übergeben, es gelingt ihm allerdings Thanatos’ Männer zu überwältigen und Alex Sr. und die Kinder zu befreien. Die letzte Schlacht gegen Thanatos bewältigen die neu vereinte Familie und Sean gemeinsam.

## Hintergrund
Hulk Hogan sorgte dafür, dass diverse Wrestling-Kollegen in verschiedenen Nebenrollen mitspielen konnten. So sind unter anderem Edward Leslie, George Steele, Jim Neidhart, Kamala und Afa Anoa’i als Wrestler zu sehen.
Eine Szene mussten wegen der britischen BBFC entfernt werden, da Nachahmungsgefahr bestehen würde. In dieser Szene wird Sean Armstrong in der Dusche von den Kindern unter Strom gesetzt. Die deutsche VHS-Fassung basiert auf dieser geschnittenen Version.
Der Soundtrack wurde von den ehemaligen New-York-Dolls-Musikern David Johansen und Brian Koonin komponiert. Ebenfalls zu hören ist die Thrash-Metal-Band Rigor Mortis.

## Kritiken
James Berardinelli nannte Mr. Babysitter auf ReelViews einen der „qualvollsten“ Filme des Jahres, im Vergleich mit dem selbst Stop! Oder meine Mami schießt! ansehbar wirke. Das Drehbuch bürde Hogan zu viele „semidramatische“ Szenen auf, denen er nicht gewachsen sei. Berardinelli riet am Ende seiner Kritik, den Film in jedem Fall zu meiden, denn er sei keine Unterhaltung, sondern „eine Übung in Masochismus“.
Jane Horwitz bezeichnete den Film in der Washington Post vom 13. Oktober 1993 als „dämliche“ Variante der Komödie Kindergarten Cop.

„Der auf Komik abzielende Film verdirbt die beabsichtigte Gute-Laune-Wirkung durch seine rohe Kampfszenerie und den groben Zuschnitt vermeintlicher Späße.“

„Mr. Nanny jedenfalls ist Komödien-Gülle der untersten Sorte – niederträchtiger Pansenhumor, der nur Motive aus besseren, unterhaltsameren Filmen aufkocht, ohne sie zu verstehen, und über den wohl nur Leute lachen können, die’s auch lustig finden, kleine Hunde zu treten und Frösche aufzublasen und sich über das 3756. ‚das goldige Kind haut Papa mit dem Baseballschläger in die Weichteile‘-Video bei ‚Upps‘ wegschmeißen.“